# Перешкольник, Лев Михайлович
Лев Михайлович Перешкольник (1902—1976) — советский график, плакатист и живописец. Член Союза советских художников Украины.

## Биография
Родился 7 июня 1902 года в селе Сватово, Харьковская губерния.
В 1923−1928 годах учился в Харьковском художественном институте, где обучался у С. Прохорова, И. Падалки и О. Маренкова.
С 1927 года участник республиканских и всесоюзных выставок живописи и графики.
Участник Великой Отечественной войны.
С 1944 года был главным художником Харьковских художественно-производственных мастерских Художественного фонда УССР.
Работал в издательствах «Дитвидав», «Молодой большевик», «Мистецтво».
Скончался 15 февраля 1976 года в городе Харьков.

## Семья
Брат — Александр Михайлович Перешкольник (1900—1941), муж Нины Вадимовны Чижевской-Энгельгардт, техник-интендант 1 ранга. Погиб на фронте в 1941 году.
Сын — Соломон Львович Перешкольник (1936—2017) — ведущий зоолог научно-просветительского отдела Московского зоопарка.

## Членство в организациях
1944 — Член Харьковского отделения Союза художников Украинской ССР.

## Работы
Работал в отрасли станковой и книжной графики, искусства художественного оформления.
Основные произведения:
- 1933 — серия плакатов «Создадим большевистскую историю заводов», Харьков
- 1942 — картины «Алтайская делегатка на фронте»
- 1942 — «Перехватили разведчика»
- 1943 — «Фронтовая вахта»
- офорты: «Задний двор» (1945)[3], «Вечереет», «В лесу» (1946—1947) и другие[4].